# 冷凍食品新聞
冷凍食品新聞（れいとうしょくひんしんぶん）は1969年（昭和44年）に創刊した、冷凍食品に関する業界紙。株式会社冷凍食品新聞社より毎週月曜日に発行されている。2012年4月現在の発行部数は約25,000部。

## 沿革
- 1969年3月1日 - 「冷凍食品新聞」創刊
- 1970年6月30日 - 「株式会社 冷凍食品新聞社」設立
- 1974年5月1日 - 「冷食とチルド」創刊

## 冷凍食品新聞社の主な刊行物
- 冷凍食品新聞（週刊、毎週月曜日発行）
- 冷食とチルド（平日毎日刊、FAXによる発行）
- 冷凍食品年鑑
- 日本の冷凍食品（冷凍食品のカタログ、年1回9月発行）
- その他、冷凍食品に関係する書籍